# Chuck Lorre Productions
Chuck Lorre Productions è una società di produzione televisiva fondata nel gennaio 2000 dal produttore Chuck Lorre. La compagnia è nota per aver prodotto le serie televisive di lunga durata Due uomini e mezzo, The Big Bang Theory, Mom e Young Sheldon.

## Storia

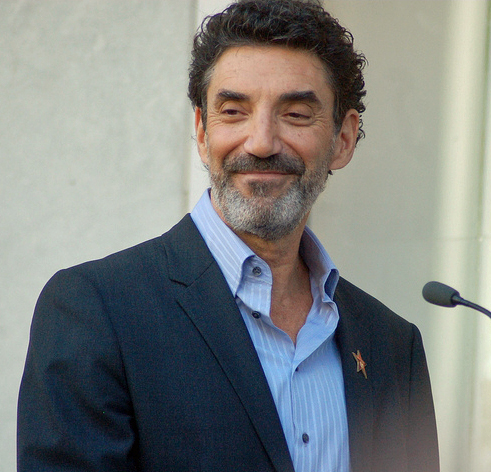
Il fondatore dell'azienda Chuck Lorre nel 2011

La Chuck Lorre Productions è stata fondata negli anni '90, ma costituita ufficialmente il 10 gennaio 2000 a Los Angeles, California, dal regista televisivo, scrittore, produttore e attore americano Chuck Lorre. La società ha sede presso la Warner Bros. Studi a Burbank, California.
Nel marzo 1994, la società ha stipulato un accordo esclusivo con la Carsey-Werner Company. Il fondatore dell'azienda, Chuck Lorre, ha iniziato la sua affiliazione con la Carsey-Werner nel 1990 come produttore supervisore di Pappa e ciccia. Nell'ottobre 1995, la società ha stipulato un contratto quadriennale con la 20th Century Fox Television, per una cifra stimata di 12 milioni di dollari.
Nel settembre 1999, la società ha stipulato un nuovo patto di produzione quadriennale, questa volta con la Warner Bros. Television, per una cifra stimata di 8 milioni di dollari l'anno. Nell'agosto 2012, la società ha rinnovato l'accordo con la Warner Bros. Televisione.

## Filmografia
| Anno          | Titolo                           | Network americano | Nota   |
| ------------- | -------------------------------- | ----------------- | ------ |
| 1995–1998     | Cybill                           | CBS               | [ 11 ] |
| 1997–2002     | Dharma & Greg                    | ABC               | [ 12 ] |
| 2003–2015     | Due uomini e mezzo               | CBS               | [ 13 ] |
| 2007–2019     | The Big Bang Theory              | CBS               | [ 14 ] |
| 2010–2016     | Mike & Molly                     | CBS               | [ 15 ] |
| 2013–2021     | Mom                              | CBS               | [ 16 ] |
| 2017–2018     | Disjointed                       | Netflix           | [ 17 ] |
| 2017-2024     | Young Sheldon                    | CBS               | [ 18 ] |
| 2018–2021     | Il metodo Kominsky               | Netflix           | [ 19 ] |
| 2019-2024     | Bob Hearts Abishola              | CBS               | [ 20 ] |
| 2020-2024     | B Positive                       | CBS               | [ 21 ] |
| 2021-2022     | United States of Al              | CBS               | [ 22 ] |
| 2023-in corso | Bookie                           | Max               |        |
| 2024-in corso | Georgie & Mandy's First Marriage | CBS               |        |